# Tyrin Turner
Pour les articles homonymes, voir Turner.
Tyrin Turner (né le 13 juillet 1972) est un acteur américain qui est apparu dans des films depuis 1989. Turner est surtout connu pour avoir joué Caine, le personnage principal du film Menace II Society.

## Filmographie
- Ghetto Stories: The Movie (2010)
- A Day In The Life (2009)
- The Black Man's Guide to Understanding Black Women (2007)
- Flossin (2001)
- Crime Partners 2000 (2001)
- Belly (1998)
- Little Boy Blue (1997)
- The Method (1997)
- Soldier Boyz (1995)
- New York Undercover (2 épisodes)
- Panther (1995)
- What About Your Friends (1995)
- Menace II Society (1993)
- Deep Cover (1992)
- Pure Pimp - Suga Free (1992)
- Michael Jordan's Playground (1991)

## Discographie

### Apparitions
- 1989: "Rhythm Nation 1814" (Janet Jackson)
- 1995: "Lockdown" (D.E.E.P.)
- 1995: "Illusions" (Cypress Hill)
- 1996: "Can't Be Wasting My Time" (Mona Lisa feat. Lost Boyz)
- 1998: "Dawn 2 Dusk" (Geto Boys feat. DMG, & Yukmouth)
- 1998: "Menace Niggas Never Die" (Scarface feat. Menace Clan & Caine)